# 座喜味城
26°24′30″N 127°44′31″E / 26.40833°N 127.74194°E
座喜味城（琉球語：／ ）是琉球王國時期的一個城堡，位於今沖繩縣中頭郡讀谷村。
座喜味城約建於1416年至1422年之間。1416年，中山世子尚巴志攻滅北山國的時候，因北山地區地勢險要且民風慓悍，任命次子尚忠為北山監守，駐紮於今歸仁城；同時命令親信讀谷山按司護佐丸於在山田城（今沖繩恩納村）西南4公里處建立座喜味城，與尚忠遙相呼應，協助其監守北山地區。
座喜味城扼守中山通往北山的要道，為當時重要御城之一。其城門的弓部用楔石建成。該城約於16世紀左右廢棄。沖繩島戰役前，日軍將座喜味城遺址作為砲台來對抗美軍的進攻；戰後又被美軍改建為雷達基地。這都對座喜味城遺址造成了破壞，致使一部分城牆被毀，現已被修復。
1972年（昭和47年）5月15日，美國將琉球群島交付日本政府，美軍退出座喜味城遺址。同年，座喜味城遺跡被日本指定為國家史跡。2000年11月與首里城等以琉球王國的城堡以及相關遺產群的名義共同列入世界遺產名錄。
登上座喜味城跡的高台可以望見西側的殘波岬，晴天可以遠眺慶良間群島。

## 腳註
1. http://ryukyu-lang.lib.u-ryukyu.ac.jp/srnh/details.php?ID=SN17232

## 外部連結
- （日語）http://www.ne.jp/asahi/okinawa/hiro/zakimi.htm （页面存档备份，存于）
- （日語）https://kunishitei.bunka.go.jp/heritage/detail/401/3019 （页面存档备份，存于）
- （中文）座喜味城介紹與相片 （页面存档备份，存于）